# Бельтрами, Джованни (1779)
Джова́нни Бельтра́ми (итал. Giovanni Beltrami; 1779, Кремона — 1854, Кремона) — итальянский резчик по камню, сын ювелира.
Он достиг чрезвычайного искусства в резьбе на драгоценных камнях и во время французского господства в Италии нашёл себе покровителя в лице Евгения Богарне, для которого он изготовил цепь из 16 камней, изображавшую историю Психеи.
Его лучшими художественными произведениями считаются: камень величиной в 18 мм, с 20 фигурами, с изображением шатра Дария, сделанным по картине Шарля Лёбрена, и топаз величиной в 27 мм с изображением «Тайной Вечери» по картине Леонардо да Винчи.